# Qarqafti
Qarqafti (tiếng Ả Rập: قرقفتي) là một ngôi làng Syria ở huyện Baniyas thuộc tỉnh Tartus. Theo Cục Thống kê Trung ương Syria (CBS), Qarqafti có dân số 927 trong cuộc điều tra dân số năm 2004.